# 浜山公園北口駅
浜山公園北口駅（はまやまこうえんきたぐちえき）は、島根県出雲市大社町入南に位置する一畑電車大社線の駅である。駅番号は25。

## 歴史
- 1930年（昭和5年）2月2日：鑓ヶ崎駅（やりがさきえき）として開業。
- 1977年（昭和52年）6月24日：浜山公園北口駅に改称。
- 2006年（平成18年）4月1日：一畑電気鉄道の持株会社移行に伴い、新設の一畑電車株式会社が鉄道事業を承継。

## 駅構造
大社方面に向かって右側に単式ホーム1面1線を有する地上駅（停留所）。無人駅である。出入口はホーム西寄りで、通路を少し歩く必要がある。

## 利用状況
1日平均の乗降人員は以下の通り。
| 年度   | 1日平均 乗車人員 | 1日平均 乗降人員 |
| ------ | ---------------- | ---------------- |
| 1999年 | 94               | 160              |
| 2000年 | 73               | 147              |
| 2001年 | 72               | 152              |
| 2002年 | 12               | 39               |
| 2003年 | 25               | 74               |
| 2004年 | 100              | 218              |
| 2005年 | 94               | 184              |
| 2006年 | 77               | 155              |
| 2007年 | 87               | 182              |
| 2008年 | 101              | 207              |
| 2009年 | 99               | 208              |
| 2010年 | 88               | 185              |
| 2011年 | 76               | 157              |
| 2012年 | 78               | 162              |
| 2013年 | 86               | 180              |
| 2014年 | 91               | 190              |
| 2015年 | 94               | 192              |
| 2016年 | 99               | 201              |
| 2017年 | 111              | 219              |
| 2018年 | 106              | 212              |
| 2019年 | 96               | 193              |
| 2020年 | 78               | 158              |
| 2021年 | 56               | 115              |

## 駅周辺
- 島根県立浜山公園
- 出雲文化伝承館
- 島根ワイナリー
- エスポワール小松
- こぐま保育園
- 島根県立大社高等学校

## 隣の駅
一畑電車
■大社線
■急行（松江しんじ湖温泉発着列車）
通過
■急行（川跡・雲州平田発着列車）
川跡駅（5）- 浜山公園北口駅（25）- 出雲大社前駅（26）
■普通
遙堪駅（24）- 浜山公園北口駅（25）- 出雲大社前駅（26）